# Episodi di Zorro (serie televisiva 1990) (seconda stagione)
La seconda stagione di Zorro andò in onda dal 14 settembre 1990 al 25 febbraio 1991.
| nº | Titolo originale              | Titolo italiano                  | Prima TV USA      | Prima TV Italia |
| -- | ----------------------------- | -------------------------------- | ----------------- | --------------- |
| 1  | The Wizard                    | Le meraviglie del progresso      | 14 settembre 1990 |                 |
| 2  | Master & Pupil                | Il maestro e l'allievo           | 21 settembre 1990 |                 |
| 3  | Kidnapped                     | Il tesoro di Manlock             | 28 settembre 1990 |                 |
| 4  | The Tease                     | Mendoza è innamorato             | 5 ottobre 1990    |                 |
| 5  | He Who Lives by the Sword     | Una tregua per Zorro             | 12 ottobre 1990   |                 |
| 6  | Freedom of the Press          | Alla luce del sole               | 19 ottobre 1990   |                 |
| 7  | Sanctuary                     | L'esperto d'arte                 | 26 ottobre 1990   |                 |
| 8  | The Chase                     | Intrappolati nella miniera       | 2 novembre 1990   |                 |
| 9  | Broken Heart, Broken Mask     | Una dichiarazione d'amore        | 9 novembre 1990   |                 |
| 10 | The White Sheep of the Family | Il coccodrillo buono             | 16 novembre 1990  |                 |
| 11 | The Challenge                 | La sfida                         | 25 novembre 1990  |                 |
| 12 | Rites of Passage              | Felipe e l'amore                 | 2 dicembre 1990   |                 |
| 13 | The Falcon                    | Un falcone spennato              | 9 dicembre 1990   |                 |
| 14 | It's A Wonderful Zorro        | Buon Natale, Zorro               | 16 dicembre 1990  |                 |
| 15 | The Marked Man                | Il vendicatore                   | 23 dicembre 1990  |                 |
| 16 | Big Brother                   | Il grande fratello               | 6 gennaio 1991    |                 |
| 17 | To Be A Man                   | Un ragazzo troppo in gamba       | 13 gennaio 1991   |                 |
| 18 | The Whistling Bandit          | In viaggio con Hermelinda        | 25 gennaio 1991   |                 |
| 19 | The Don's Dilemma             | Chi troppo vuole...              | 27 gennaio 1991   |                 |
| 20 | The Jeweled Sword             | Un grande nano                   | 3 febbraio 1991   |                 |
| 21 | The Newcomers                 | È colpa del nitrato              | 10 febbraio 1991  |                 |
| 22 | The Devil's Fortress (1)      | Zorro cavalca ancora (1)         | 24 febbraio 1991  |                 |
| 23 | The Devil's Fortress (2)      | Zorro cavalca ancora (2)         | 24 febbraio 1991  |                 |
| 24 | One for All (1)               | Uno per tutti, tutti per uno (1) | 25 febbraio 1991  |                 |
| 25 | One for All (2)               | Uno per tutti, tutti per uno (2) | 25 febbraio 1991  |                 |

## Le meraviglie del progresso
- Titolo originale: The Wizard
- Diretto da: Ray Austin
- Scritto da: Robert L. McCollough

### Trama
A Los Angeles arriva il dottor Henry Wayne, un inventore che presenta alla popolazione le ultime innovazioni tecnologiche. L'Alcalde commissiona un progetto che gli permetta di catturare Zorro; l'inventore mette dunque in piedi un intricato sistema di trappole nell'ufficio dell'Alcalde e Ramon provvede ad attirare Zorro arrestando Victoria, ma, sfortunatamente, a far scattare la trappola sarà l'ennesima goffaggine di Mendoza. Wayne, allora, realizza una mongolfiera con la quale seguire Zorro per scoprirne il nascondiglio, ma questa volta è lo stesso inventore a dover fare da esca; Zorro, come previsto, interviene per salvare Wayne e libera la mongolfiera con a bordo l'Alcalde e Mendoza senza che alla cesta sia stata assicurata alcuna zavorra. L'eroe lascia quindi andare Wayne dopo avergli ricordato l'importanza di utilizzare la ricerca scientifica per il bene comune, dopodiché si precipita a fermare la mongolfiera, nel frattempo arrivata sull'oceano, salvando l'Alcalde e Mendoza.
- Guest Star: Adam West (dr. Henry Wayne).

## Il maestro e l'allievo
- Titolo originale: Master & Pupil
- Diretto da: Ray Austin
- Scritto da: Robert L. McCollough

### Trama
Sir Edmond Kendall, maestro di spada di Diego ai tempi dell'università, giunge a Los Angeles; Diego, per non rivelare la sua identità segreta, è costretto a fingersi inetto agli occhi del maestro con il pretesto di non voler attirare l'attenzione dell'Alcalde. Due malviventi tentano di eliminare Sir Edmond; sventata la minaccia, l'uomo ammette di essere dovuto fuggire da Madrid perché ingiustamente accusato di fomentare i suoi allievi contro il re e sulla sua testa è stata posta una taglia così ingente da costringerlo a lasciare la Spagna. L'Alcalde, informato della taglia da uno dei cacciatori, organizza una trappola e Sir Edmond rimane ferito, ma i de la Vega riescono a portarlo al sicuro in chiesa, ottenendo per lui asilo politico. Zorro riesce a far arrivare il dottor Hernandez, ma ormai è troppo tardi; Sir Edmond, osservando lo stile di lotta di Zorro, ha comunque capito che l'eroe è Diego, e quest'ultimo, in un ultimo gesto d'affetto verso il maestro, si toglie la maschera davanti a lui. Sir Edmond lo esorta a non abbandonare mai la sua lotta, dopodiché muore; il cacciatore che aveva ferito Sir Edmond, pentito, rinuncia alla taglia e l'Alcalde, a sua volta consapevole di essersi comportato slealmente, dispone che il denaro venga dato al popolo.
- Guest Star: Peter Diamond (Sir Edmond Kendall), Philip Stafford (Sanchez).
- Altri interpreti: Gaspar Cano (Figueroa), Dennis Vaughan (Dr. Hernandez).

## Il tesoro di Manlock
- Titolo originale: Kidnapped
- Diretto da: Ray Austin
- Scritto da: Philip John Taylor

### Trama
Il famigerato pirata Henry Stark sbarca in California alla ricerca del leggendario tesoro di Manlock. Stark, che ha perso metà dell'equipaggio durante la traversata, arruola con la forza alcuni abitanti di Los Angeles, tra cui Victoria. I de la Vega, di ritorno in città da un viaggio d'affari, incontrano casualmente i pirati lungo la strada e decidono d'intervenire: Diego seguirà a distanza Stark lasciando i bottoni della propria giacca come tracce mentre don Alejandro farà ritorno a Los Angeles per informare l'Alcalde. Diego riesce a far fuggire Felipe, ma viene catturato a sua volta; il ragazzo riesce comunque a procurargli la maschera e Tornado, permettendogli di sgominare i pirati. Stark e la sua ciurma riescono tuttavia a dileguarsi all'arrivo dall'Alcalde, ma Zorro si assicura che il tesoro non venga mai più violato facendo saltare in aria l'ingresso della grotta dov'è custodito; i pirati sono così costretti a fuggire con la coda tra le gambe.
- Guest Star: Clive Russell (capitano Henry Stark), Terry Richards (Sanchéz).

## Mendoza è innamorato
- Titolo originale: The Tease
- Diretto da: Ray Austin
- Scritto da: Robert L. McCollough

### Trama
Mendoza s'innamora perdutamente della bella Amanda Herrera, figlia di un ricco proprietario terriero e ospite dei de la Vega, che tuttavia è ambita anche dall'Alcalde e dal soldato semplice Sanchéz. Diego accetta di aiutare l'imbranato sergente a conquistare la donna, ma sfortunatamente Amanda sembra più interessata allo stesso Diego, con grande gelosia di Victoria. Alcuni banditi prendono in ostaggio don Alejandro, Amanda e l'Alcalde; Mendoza, con l'aiuto di Sanchéz e di Zorro riesce a sgominare i delinquenti e a salvare la situazione. Amanda, colpita dal coraggio del sergente, accetta di sposare Mendoza; più tardi, però, la ragazza cambia idea, e il povero Mendoza, con il cuore a pezzi, non può fare altro che accettare la fine del suo grande amore.
- Guest Star: Deborah Barrymore (Amanda Herrera), Tonyo Melendez (soldato Sanchéz), Tony Isbert (bandito).

## Una tregua per Zorro
- Titolo originale: He Who Lives by the Sword
- Diretto da: Ray Austin
- Scritto da: Philip John Taylor

### Trama
Sir Miles Thackery, un nobiluomo inglese noto per essere il miglior spadaccino d'Europa, giunge a Los Angeles e pretende di comandare sulla città per tutta la durata della propria permanenza. L'abilità dell'uomo è tale che nessuno osa opporglisi e persino l'Alcalde, umiliato in duello, è costretto a fargli da valletto. Esasperato, Ramon concede una tregua a Zorro in cambio dell'aiuto dell'eroe per scacciare Thackery, e Zorro accetta di allenarlo per migliorare le sue doti di spadaccino. Ad addestramento concluso, l'Alcalde sfida pubblicamente Thackery, ma viene comunque sconfitto malgrado una prova eccellente; Zorro interviene e sconfigge personalmente l'inglese, svergognandolo e costringendolo a lasciare Los Angeles.
- Guest Star: Chris Humphreys (Sir Miles Thackery), Luis Lorenzo (caporale Gomez).

## Alla luce del sole
- Titolo originale: Freedom of the Press
- Diretto da: Ray Austin
- Scritto da: Bruce Lansbury

### Trama
Il governatore dispone che ogni pueblo abbia d'ora in poi un proprio giornale e sia garantita la libertà di stampa. Diego accetta di assumere la direzione del neonato giornale di Los Angeles, convinto di poter combattere le ingiustizie con la parola scritta altrettanto efficacemente che con la maschera. Come editore, Diego pubblica la storia di un contadino, José, minacciato di estorsione da alcuni banditi al soldo dell'Alcalde; quest'ultimo, allora, arresta Diego con l'accusa di sovversione. Con l'aiuto di Felipe, Diego evade senza che Mendoza si accorga di nulla e, nei panni di Zorro, ferma i banditi, che stavano per distruggere la fattoria di José. Zorro, poi, stampa di nascosto un articolo in cui l'Alcalde diffama il governatore; per colmo di sfortuna dell'Alcalde, l'articolo finirà sotto gli occhi nientemeno che di don Diaz, l'inviato incaricato di assicurare il rispetto della libertà di stampa. Diego, rientrato in cella in tempo per non destare sospetti, viene rilasciato e il giornale può riprendere la pubblicazione, questa volta senza restrizioni.
- Guest Star: Ben Miles (José Rivas), Jayson Kane (don Diaz), Jason White (Martinez).

## L'esperto d'arte
- Titolo originale: Sanctuary
- Diretto da: Ray Austin
- Scritto da: Tim Minear

### Trama
Zorro sconfigge Alicio Turron, un contadino divenuto cacciatore di taglie per poter pagare le sempre più pesanti tasse imposte dall'Alcalde, ma lo lascia andare. Poco dopo, Zorro viene morso da un serpente a sonagli e viene soccorso proprio dalla moglie di Alicio, Magdalena, che lo nasconde nella stalla del marito e lo aiuta a riprendersi. Alicio scopre tutto e cerca di catturare l'eroe, ma viene sconfitto un'altra volta; pur di non rinunciare alla taglia, Alicio si precipita ad informare l'Alcalde. Quest'ultimo fa incendiare la stalla, ignaro che nel frattempo Zorro è ripartito e la sola Magdalena si trova al suo interno; Alicio, sentendo le grida disperate della moglie, cerca di spegnere il fuoco, ma inutilmente. Zorro si mostra all'Alcalde e questi cerca di catturarlo, ma l'inseguimento si conclude con l'ennesimo fallimento; tornato alla fattoria di Alicio, l'eroe rivela di aver salvato Magdalena, che può così riabbracciare il marito, e Alicio, pentito della propria avidità e grato a Zorro, rinuncia a cercare di catturarlo. La stalla dei Turron verrà ricostruita grazie a Victoria e don Alejandro, che hanno racimolato il denaro necessario vendendo all'Alcalde due copie di un celebre dipinto che avevano comprato senza sapere che si trattava di una frode; l'Alcalde, che a sua volta aveva acquistato una terza copia, capisce troppo tardi di essere stato truffato... per ben tre volte.
- Guest Star: Robert Spendlove (Alicio Turron), Lauren Levinson (Magdalena Turron).

## Intrappolati nella miniera
- Titolo originale: The Chase
- Diretto da: Peter Diamond
- Scritto da: Michael Marks

### Trama
L'Alcalde ingaggia Ala Grigia, un indiano straordinariamente abile nel riconoscere e seguire le tracce, per scovare il nascondiglio di Zorro. Diego tenta di depistare Ala Grigia facendo cavalcare Tornado da Felipe e mascherando il peso del ragazzo con una piccola zavorra, ma l'indiano, che aveva avuto già modo di osservare le tracce di Tornado, capisce che si tratta di un trucco e guida una pattuglia di cui fanno parte anche l'Alcalde e lo stesso Diego fino ad una vecchia miniera dei de la Vega. Diego, preoccupato, capisce che Felipe si è nascosto proprio nella miniera e vi entra assieme ad Ala Grigia e alla pattuglia, ma rimangono intrappolati da un crollo. Diego, isolato in una zona diversa rispetto ai soldati, si ricongiunge con Felipe e i due trovano un'altra uscita, riuscendo a mettersi in salvo. Tornato alla miniera, Zorro fa saltare i massi che ostruiscono l'ingresso, salvando Ala Grigia e i soldati, dopodiché, riassunti i panni di Diego, si fa trovare nella miniera in tempo per non destare i sospetti dell'Alcalde, sopraggiunto con una squadra di soccorso. Ala Grigia, a questo punto, capisce che Zorro è un eroe e rifiuta di continuare l'inseguimento. 
- Guest Star: Oliver Haden (Ala Grigia).

## Una dichiarazione d'amore
- Titolo originale: Broken Heart, Broken Mask
- Diretto da: Ray Austin
- Scritto da: Eugene Pressman

### Trama
Zorro interviene per difendere don Carlos, un amico di don Alejandro che si è indebitato per aver perso a carte contro Bishop, un giocatore di dubbia reputazione. Mentre si allontana, Bishop approfitta vigliaccamente della distrazione di Zorro per sparargli alle spalle, colpendo tuttavia Victoria, messasi in mezzo per proteggere l'eroe. Diego, che non potendo rivelarle la propria identità ha sempre taciuto di ricambiare l'amore della locandiera, è angosciato e decide di non indossare mai più la maschera; fortunatamente, Victoria si riprende. L'Alcalde rifiuta di arrestare Bishop, ritenendo legittimo il suo tentativo di assassinare Zorro, e concede al giocatore di sfidare don Carlos, il quale aveva accusato Bishop di aver barato. Don Carlos viene ucciso da Bishop in un duello con le pistole e il giocatore reclama le sue terre; don Alejandro, offeso, si lascia provocare da Bishop e lo sfida a sua volta. Felipe informa Diego, che ritrova fiducia in se stesso e decide di intervenire; Zorro affronta quindi Bishop e lo costringe a cedere le terre di don Carlos ai braccianti di quest'ultimo, come sarebbe stato suo desiderio. L'Alcalde, che si era accordato con Bishop per spartirsi la proprietà, è costretto a dare il proprio benestare e Bishop lascia Los Angeles. Ora è tutto finito, e Zorro esorta Victoria ad aprire il proprio cuore a don Diego, sperando così di poterle finalmente rivelare tutta la verità; ma la locandiera, totalmente ignara, ha occhi solo per l'eroe, e Zorro, a malincuore, decide di mantenere il segreto.
- Guest Star: Roddy Piper (Bishop), Dennis Vaughan (dr. Hernandez), Robert Case (don Carlos), Cesar Peralta (cittadino).

## Il coccodrillo buono
- Titolo originale: The White Sheep of the Family
- Diretto da: Peter Diamond
- Scritto da: Philip John Taylor

### Trama
L'Alcalde fa ritorno prima del previsto da un viaggio e appare straordinariamente diverso: è cordiale con tutti, revoca un coprifuoco imposto alla locanda e concede addirittura un aumento di paga a Mendoza. Diego sospetta l'ennesimo trucco e, nei panni di Zorro, perquisisce l'ufficio di Ramon approfittando di una festa organizzata dall'Alcalde; quest'ultimo, però, dopo essersi allontanato per qualche minuto dalla festa, ritorna bruscamente l'uomo perfido di sempre e non sembra ricordare nulla. Diego, esaminando le impronte digitali presente sugli oggetti recuperati dall'ufficio, scopre che esse appartengono a due persone differenti e il mistero non tarda ad essere svelato: il gentilissimo Alcalde è in realtà Vicente, fratello gemello del vero Luis Ramon. Vicente vuole prendere il posto di Luis per salvarsi da un'accusa di omicidio e rapina; Zorro interviene e prova l'identità di Luis grazie ad una cicatrice infertagli da lui stesso. Vicente viene così arrestato, ma Luis non ha cuore di fare del male al fratello e si limita ad allontanarlo per sempre da Los Angeles.

## La sfida
- Titolo originale: The Challenge
- Scritto e diretto da: Robert L. McCollough

### Trama
Victoria raccoglie viveri e coperte per gli indiani, ma l'Alcalde, interessato alle loro terre, le proibisce di lasciare la città; Joshua Barnes, uno straniero che desidera stabilirsi a Los Angeles, si offre quindi di portare lui stesso le provviste agli indiani. Sul sentiero, l'uomo viene attaccato dai soldati dell'Alcalde, ma grazie a Zorro riesce a portare a termine il viaggio. A causa della confusione, però, Barnes crede che ad aggredirlo sia stato lo stesso Zorro, ma rifiuta di dargli la caccia, desiderando solo una vita tranquilla; l'Alcalde, che aveva sperato nel suo aiuto, lo arresta per impedirgli di prendere possesso di un terreno appena acquistato dai de la Vega. Qualche tempo dopo, a Los Angeles giungono tre fratelli, gli Harper, che hanno un conto in sospeso con Barnes, e l'Alcalde accetta di consegnarlo se gli Harper uccideranno Zorro; Barnes, informato dall'Alcalde, confessa di aver ucciso per legittima difesa il padre degli Harper. Grazie all'intervento di Zorro, però, tutto si risolverà per il meglio.
- Guest Star: Doug McClure (Joshua Barnes), Tony Lucas (Brad Harper), Kevin Alber (Charlie Harper), Pablo Scola (Seth Harper).

## Felipe e l'amore
- Titolo originale: Rites of Passage
- Scritto e diretto da: Robert L. McCollough

### Trama
L'Alcalde scaccia una pacifica tribù indiana che si è insediata presso Los Angeles. Zorro porta in salvo una ragazza di nome Kinona, che l'Alcalde voleva catturare per farne la propria serva, e la ragazza viene ospitata dai de la Vega. Felipe s'innamora di Kinona, ma l'indiana è promessa al guerriero Penna Nera, e quest'ultimo sfida il ragazzo a un duello con le lance. Diego addestra Felipe all'uso dell'arma e il ragazzo riesce a vincere; Penna Nera, umiliato, tenta di colpirlo alle spalle, ma viene dissuaso da Zorro e finalmente accetta la sconfitta, rinunciando alla mano di Kinona. La ragazza è ora libera di vivere la propria vita e viene accettata alla scuola della missione.
- Guest Star: Georgia Slowe (Kinona), Ron Woodruff (Penna Nera).

## Un falcone spennato
- Titolo originale: The Falcon
- Diretto da: Robert L. McCollough
- Scritto da: Andrew Burg, Scott Myers

### Trama
Il Falcone, un fuorilegge che deve il proprio soprannome al falco ammaestrato con cui s'accompagna, mette gli occhi su Los Angeles e approfitta del malcontento della popolazione verso l'Alcalde per creare il caos. Don Alejandro decide di informare il governatore; il Falcone, allora, lo prende in ostaggio e decide di usarlo come esca per attirare Zorro, in modo da allontanare l'eroe dalla città. Approfittando dell'assenza dei de la Vega, gli unici in grado di calmare gli animi, il Falcone scatena una rivolta contro l'Alcalde; Zorro libera don Alejandro e, assieme, i due smascherano l'inganno del Falcone. Il ladro viene arrestato assieme a tutta la sua banda e Mendoza, con un piccolo aiuto di Zorro, recupera il bottino delle rapine del Falcone, di cui il fuorilegge si era servito per manipolare la popolazione; il denaro, con grande scorno dell'Alcalde, verrà restituito alla banca da cui era stato rubato.
- Guest Star: George Innes (il Falcone), Antonio Ross (Reyes).

## Buon Natale, Zorro
- Titolo originale: It's a Wonderful Zorro
- Diretto da: Michael Levine
- Scritto da: Philip John Taylor

### Trama
È Natale, e Diego inizia a sentirsi stanco di fingersi continuamente inetto agli occhi del padre e di Victoria per proteggere il segreto di Zorro. Costretto in casa da un brutto raffreddore, Diego riflette sulle proprie azioni e conclude che la mascherata di Zorro non è servita a nulla; improvvisamente, davanti a lui si presenta il misterioso don Fernando, un bizzarro individuo che inspiegabilmente sa tutto di Diego, inclusa la sua identità segreta. Diego è convinto che senza Zorro le cose non sarebbero diverse da come sono ora, al che don Fernando, per dimostrargli il contrario, lo catapulta in una realtà alternativa dove Zorro non è mai esistito: Victoria è diventata una prostituta, Felipe è in prigione e Mendoza è stato radiato per aver tentato di difendere don Alejandro, il quale è stato giustiziato dall'Alcalde per sovversione. Diego, sconvolto, capisce la reale importanza di Zorro, e don Fernando lo riporta indietro dopo avergli ricordato di non perdere mai la speranza; Zorro è pronto a riprendere la sua lotta contro le ingiustizie.
- Guest Star: Leon Lissek (don Fernando), Cesar Peralta (cittadino).

## Il vendicatore
- Titolo originale: The Marked Man
- Diretto da: Robert L. McCollough
- Scritto da: Greg O'Neill

### Trama
Carrillo, un uomo che ha trascorso ingiustamente molti anni in carcere a causa dell'Alcalde, vuole uccidere quest'ultimo e saccheggiare Los Angeles. Felipe, che ha ascoltato per caso i piani di Carrillo, informa Diego e quest'ultimo avverte l'Alcalde, che tuttavia non crede ad una parola. I banditi attaccheranno approfittando di una cerimonia a cui i soldati, essendo presenti anche membri del clero, saranno disarmati; Zorro, che grazie alle informazioni di Felipe sa di quali armi dispongono i banditi e come sono organizzati, riesce a sventare la minaccia. Carrillo, che si era nascosto tra la folla, riesce a fuggire; Zorro lo insegue e, dopo avergli ricordato che la vendetta non potrà restituirgli ciò che ha perso, gli permette di andarsene.
- Guest Star: Roger Lloyd Pack (Carrillo), Pete Postlethwaite (bandito), Paco Catalá (Perez).

## Il grande fratello
- Titolo originale: Big Brother
- Diretto da: Michael Levine
- Scritto da: Philip John Taylor

### Trama
Zorro cattura Enrique Vargas, sospettato di aver rapinato la banca di Los Angeles. Diego intende comunque garantire ad Enrique un regolare processo e ottiene di poterlo rappresentare in qualità di difensore; il resto della corte sarà composto dall'Alcalde, che farà da giudice, e dal sergente Mendoza, che rappresenterà l'accusa. Al processo, Diego dimostra che la rapina è stata in realtà inscenata dall'Alcalde, il quale è proprietario della banca, per nascondere un grosso ammanco di denaro sottratto da lui stesso; Ramon, allora, condanna sommariamente a morte Enrique. Zorro interviene, ma si trova alle prese con Nestor, il gigantesco fratello di Enrique, furioso con l'eroe per averlo messo nei guai; Enrique riesce a fuggire approfittando della confusione, e Nestor, calmatosi, si appacifica con Zorro e l'aiuta a recuperare il bottino della rapina, nascosto nell'ufficio dell'Alcalde.
- Guest Star: André the Giant (Nestor Vargas), Rudy Marrocco (Enrique Vargas).

## Un ragazzo troppo in gamba
- Titolo originale: Be a Man
- Diretto da: Ray Austin
- Scritto da: Bruce Lansbury

### Trama
Il giudice Bernardo de la Paz sta per condannare a morte il pericoloso criminale Miguelito Torres ed è minacciato di ritorsioni dal fratello di quest'ultimo, Vicente; Bernardo mette dunque la propria famiglia al sicuro e i de la Vega accettano di ospitare il figlio del giudice, Carlos. Quest'ultimo è un ragazzo fin troppo sveglio e sicuro di sé e non tarda a dare a tutti dei bei grattacapi con le sue bravate; come se non bastasse, Carlos si prende una sbandata per Victoria e imprudentemente si reca in città travestito per poterla incontrare, incurante del fatto che anche Vicente Torres è a Los Angeles. Alla locanda, il ragazzo difende l'onore di Victoria con il segreto aiuto di Zorro e Felipe, ma ciò attira l'attenzione di Vicente: il bandito, spacciandosi per un ufficiale, ottiene la collaborazione dell'Alcalde e fa arrestare Carlos, ma l'arrivo di Bernardo svela l'inganno. Vicente viene catturato da Carlos e Zorro, e tutto si conclude per il meglio.
- Guest Star: Martino Lazzeri (Carlos de la Paz), Philip Nordell (Vicente Torres), Miguel De Grandy (giudice Bernardo de la Paz), Carlos Moreno (bandito).

## In viaggio con Hermelinda
- Titolo originale: The Whistling Bandit
- Diretto da: Michael Levine
- Scritto da: Diane Carter

### Trama
Zorro cattura Lopez, un bandito che ha attaccato una diligenza; interrogato, Lopez confessa di essere stato incaricato dall'Alcalde di spaventare i passeggeri della carrozza perché tra di essi c'è Hermelinda, la terribile cugina di Ramon. Gli altri viaggiatori sono il pianista Honorio Aragon e il botanico Andres Bolanos. Quella notte, la hacienda dei de la Vega viene derubata; Felipe sente il ladro fischiettare l'Inno alla Gioia e Diego, sapendo che si tratta di un brano appena composto e quindi ancora sconosciuto fuori dall'Europa, capisce che il malvivente è uno dei tre passeggeri. Diego cambia alcune note dello spartito di Aragon, che si esibirà proprio con l'Inno alla Gioia; durante il concerto, Hermelinda riconosce l'alterazione, ma dal momento che soltanto il bandito ha dimostrato di avere una tale conoscenza della sinfonia, Zorro prova che il ladro è proprio lei. La donna viene arrestata da Bolanos, in realtà un inviato del re di Spagna che cercava le prove per incastrare Hermelinda, accusata di una serie di furti in Europa; Bolanos ringrazia Zorro per il suo aiuto e riparte per la Spagna per assicurare Hermelinda alla giustizia, con grande gioia dell'Alcalde, che si sbarazza finalmente dell'insopportabile cugina.
- Guest Star: Julie T. Wallace (Hermelinda), Michael Culver (Honorio Aragon), Vernon Dobtcheff (Andres Bolanos).

## Chi troppo vuole...
- Titolo originale: The Don's Dilemma
- Diretto da: Peter Diamond
- Scritto da: Adam Tyler

### Trama
Il governatore, insoddisfatto dei progressi alla caccia a Zorro, manda il proprio vice Frasquez a Los Angeles per risolvere la situazione. L'Alcalde è assente, e Frasquez nomina come sostituto don Alejandro, incaricandolo di catturare Zorro entro un paio di giorni, pena l'imposizione di tasse così pesanti da mandare in rovina i de la Vega. A Los Angeles giunge Miguel, un contadino che vuole vendicarsi dell'Alcalde per il ferimento del fratello Juan, accusato ingiustamente di furto di bestiame; a causa di un equivoco, Miguel, che non ha mai incontrato Ramon, crede che il responsabile sia don Alejandro e tenta di ucciderlo, ma Diego riesce a fermarlo. Zorro inscena poi il proprio arresto facendo catturare Miguel, opportunamente travestito, al proprio posto, per poi liberarlo lungo la strada per la prigione; Frasquez è così costretto a riconoscere che don Alejandro ha mantenuto l'impegno, e la hacienda dei de la Vega è salva.
- Guest Star: Garfield Morgan (vicegovernatore Frasquez), Steven Hartley (Miguel Martinez), Antonio Martínez (Juan Martinez).

## Un grande nano
- Titolo originale: The Jewelled Sword
- Diretto da: Michael Levine
- Scritto da: Bruce Lansbury

### Trama
L'Alcalde riceve l'incarico di custodire per qualche giorno un'antichissima spada che si dice appartenuta a Carlo Magno. Contemporaneamente, a Los Angeles giunge una compagnia teatrale itinerante composta da don Alfonso Figueroa, direttore artistico affetto da nanismo, la ballerina Arcadia e i forzuti Pitagora e Demetrios. L'Alcalde non autorizza l'esibizione a meno che don Alfonso non paghi una salatissima tassa, al che il nano si offre di catturare Zorro in cambio del permesso; al rifiuto di Ramon, don Alfonso organizza un piano molto ingegnoso, inscenando il furto del denaro della taglia su Zorro e quindi recuperandolo, ottenendo in tal modo la fiducia dell'Alcalde. Don Alfonso ipnotizza poi l'Alcalde, inducendolo ad allontanare i soldati dal suo ufficio durante lo spettacolo, e trafuga la spada; Zorro recupera l'arma, smascherando l'inganno, ma permette a don Alfonso e alla sua compagnia di andarsene dopo aver fatto loro promettere di utilizzare i loro talenti per nobili scopi. Don Alfonso, che aveva soltanto finto di recuperare il denaro della taglia, dona l'intera somma alla chiesa di Los Angeles; Diego ha così la conferma che il nano è davvero un uomo più grande di ciò che sembra. 
- Guest Star: Warwick Davis (don Alfonso Figueroa), Maria Jose Viret (Arcadia), José Miguel Gonzalez Escribano (Demetrios).

## È colpa del nitrato
- Titolo originale: The Newcomers
- Diretto da: Michael Levine
- Scritto da: Robert L. McCullough

### Trama
I Nielsen, una famiglia di immigrati protestanti, si stabiliscono a Los Angeles: Daniel Nielsen, il capofamiglia, ha infatti acquistato qualche anno prima un appezzamento di terra dall'Alcalde senza sapere che si trattava di una truffa. Daniel, tuttavia, ha una ricevuta che attesta il pagamento, sicché Ramon, costretto ad inventarsi qualcosa, gli concede un terreno che però è completamente sterile. Nel giro di pochi mesi, i Nielsen trasformano la loro terra, rendendola ricca e fertile, con immensa meraviglia di tutti e grande rabbia dell'Alcalde; Daniel Nielsen, interrogato da Mendoza, riferisce di aver utilizzato dei nitrati per fertilizzare il terreno, e il sergente, diffidente, crede che ci sia qualcosa di sospetto. Le voci diffuse da Mendoza scatenano la paura della gente, che inizia a credere che i Nielsen pratichino la stregoneria; le cose precipitano quando Esther, la moglie di Daniel, guarisce don Alejandro, affetto da malaria, con quella che tutti credono sia una pozione magica e che in realtà è un semplice infuso di erbe. L'Alcalde, interessato alla terra dei Nielsen, autorizza la gente furiosa a mettere alla gogna Daniel e Esther; Zorro riesce a calmare gli animi e dà modo ai Nielsen di spiegare la scienza dietro al loro sapere. La famiglia può così riprendere a lavorare la terra e Zorro si assicura che l'Alcalde riceva una bella lezione di umiltà.
- Guest Star: Fish (Daniel Nielsen), Maxine John (Esther Nielsen), Ivan Gonzalez Nieto (Aaron Nielsen), Cesar Peralta (Friez).

## Zorro cavalca ancora (1)
- Titolo originale: The Devil's Fortress
- Diretto da: Michael Levine
- Scritto da: Robert L. McCullough

### Trama
Nel 1990, un anziano discendente dei de la Vega e sua nipote Laura visitano i resti della vecchia hacienda, che sta per essere rasa al suolo per fare posto ad un'autostrada: la famiglia, infatti, non è più in grado di pagare le tasse sulla proprietà. Mentre esplorano la grotta che ospitava il rifugio di Zorro, i due trovano il resoconto, scritto da Diego de la Vega, di una delle più straordinarie imprese di Zorro. Nel passato, Victoria riceve la notizia che suo padre Alfonso, che lei credeva morto, è detenuto alla Fortezza del Diavolo, in cui è stato rinchiuso per aver collaborato con alcuni ribelli. Alfonso sta morendo, e Diego decide di andare alla fortezza per intercedere in suo favore; anche l'Alcalde si reca alla prigione, ma con un obiettivo ben diverso, e prende con sé Mendoza e, successivamente, anche Victoria, che si unisce a loro. Lungo la via, Zorro salva una diligenza con a bordo una donna da alcuni banditi; nei panni di Diego, poi, accetta di condurre la carrozza, essendo il cocchiere stato ucciso dai malviventi, e per prudenza si presenta con il falso nome di Salvador Gilarranz. La passeggera, però, capisce che Diego è Zorro e lo arresta: la donna è infatti Rosalinda de la Fuente, figlia del comandante della Fortezza del Diavolo.
- Guest Star: Linsey Baxter (Rosalinda de la Fuente), Jessica Marshall-Gardiner (Laura), Gerry Grampton (sergente).

## Zorro cavalca ancora (2)
- Titolo originale: The Devil's Fortress: Part 2
- Diretto da: Ray Austin
- Scritto da: Philip John Taylor

### Trama
Diego riesce a sfuggire alla cattura e, nei panni di Zorro, raggiunge finalmente la Fortezza del Diavolo; nei pressi della prigione, l'eroe incontra Ramon, fratello minore di Victoria, avvisato da quest'ultima. L'Alcalde, Mendoza e Victoria arrivano alla fortezza; i de la Fuente rifiutano di rilasciare Alfonso Escalante, ma l'Alcalde, che vuole trovare qualcosa che sa trovarsi nella prigione, ottiene di poter rimanere ancora per un giorno. Rosalinda, preoccupata che Zorro vorrà vendicarsi di lei, informa l'Alcalde della presenza dell'eroe e gli riferisce che il suo vero nome è Salvador Gilarranz, ovvero la falsa identità utilizzata da Diego. Zorro, Ramon e Victoria riescono a introdursi nelle celle e a liberare Alfonso, ma ormai per lui non c'è più nulla da fare, e l'uomo muore dopo aver salutato i figli per l'ultima volta. Victoria e Ramon, con l'aiuto di Mendoza, liberano i prigionieri e li conducono fuori dalla fortezza mentre Zorro trattiene le guardie per dare loro tempo. Zorro sconfigge de la Fuente, mentre Rosalinda muore, uccisa per errore dall'Alcalde. Quest'ultimo, che è riuscito a prendere ciò che stava cercando, ovvero un misterioso documento, tenta di fuggire, ma viene sorpreso da Zorro. In un drammatico confronto, l'Alcalde riesce a togliere la maschera a Zorro, scoprendo che si tratta di Diego, ma subito dopo precipita nel vuoto, morendo; recuperato il documento, che si scopre essere l'atto con cui il re di Spagna aveva donato ai de la Vega la loro terra, Diego lo nasconde alla hacienda, e il racconto ha termine. Nel 1990, il nonno e Laura recuperano l'atto di proprietà e così facendo ritornano in possesso del terreno, che non verrà perciò espropriato: Zorro ha saputo rendere giustizia anche ai suoi discendenti.
- Guest Star: Linsey Baxter (Rosalinda de la Fuente), Matthew Scurfield (comandante Manolo de la Fuente), Jessica Marshall-Gardiner (Laura), Ramon Estevez (Ramon Escalante), Simon Benzakein (Alfonso Escalante), Gerry Grampton (sergente).

## Uno per tutti, tutti per uno (1)
- Titolo originale: One for All
- Diretto da: Ray Austin
- Scritto da: Philip John Taylor

### Trama
Los Angeles attraversa un periodo di tranquillità, e Diego ne approfitta per concedersi un viaggio in Francia. Qui, Diego finisce coinvolto in una rissa fra Porthos, discendente dell'omonimo moschettiere, e l'arrogante visconte Armand de Jussac: quest'ultimo, infatti, si è impadronito ingiustamente di Château de Beaumartin, una tenuta che Luigi XIII aveva donato alle famiglie dei moschettieri Athos, Porthos, Aramis e d'Artagnan. Aramis si è ritirato in convento, sicché ora la proprietà appartiene di diritto ai discendenti di Athos, Porthos e d'Artagnan, ma Jussac ha sottratto l'anello con il sigillo che permetterebbe loro di provare la loro legittimità. Malmenato da Jussac, Diego viene soccorso dalla contessa Amélie de Pérignon e, nei panni di Zorro, costringe il visconte a liberare Porthos e il suo servitore Picotin; nell'impresa, Zorro scopre che Amélie è in realtà l'amante di Jussac e, congedandosi, si presenta a lei come Le Renard, ossia "volpe" in francese. Picotin chiede aiuto ai discendenti di Athos e d'Artagnan per riconquistare Beaumartin, ma soltanto l'erede di Athos risponde all'appello: una messaggera giunge infatti da Parigi per avvisare che d'Artagnan non verrà.
- Guest Star: Patrice Bissonnette (Porthos), Benedict Taylor (Athos), Nicholas Clay (visconte Armand de Jussac), Kevork Malikyan (Picotin), Sophie Michaud (contessa Amélie de Pérignon), Carmen Estevez (viaggiatrice).

## Uno per tutti, tutti per uno (2)
- Titolo originale: One for All: Part 2
- Diretto da: Ray Austin
- Scritto da: Philip John Taylor

### Trama
D'Artagnan, che aveva solo finto di rifiutare l'invito per prudenza, si unisce a Porthos e Athos e Picotin dona ai tre le divise dei loro celebri antenati. Un uomo di Jussac tenta di scatenare una rivolta contro i tre, ma Zorro salva la situazione. Diego, poi, tende una trappola ad Amélie riferendole che Athos, Porthos e d'Artagnan s'incontreranno per decidere un piano d'attacco contro Jussac, in modo da allontanare il visconte da Beaumartin e permettere ai tre di recuperare l'anello. Aiutati da Zorro, i tre s'introducono a Beaumartin e riescono nell'impresa; i discendenti dei moschettieri possono così rivendicare la tenuta e Jussac e Amélie vengono scacciati tra gli insulti della popolazione.
- Guest Star: Andrew McKaige (d'Artagnan), Patrice Bissonnette (Porthos), Benedict Taylor (Athos), Nicholas Clay (visconte Armand de Jussac), Kevork Malikyan (Picotin), Sophie Michaud (contessa Amélie de Pérignon), Sandrine Caron (Simone Dupre), Les White (guardia di Jussac).